# Massive Wonders
MASSIVE WONDERS – szesnasty singel japońskiej piosenkarki Nany Mizuki, wydany 22 sierpnia 2007. Utwór tytułowy został wykorzystany jako drugi opening anime Magical Girl Lyrical Nanoha StrikerS, utworu Pray również użyto w anime Magical Girl Lyrical Nanoha StrikerS, a utworu Happy Dive użyto jako ending TV show Radical (jap. ラジかるッ) stacji NTV. Singel osiągnął 4 pozycję w rankingu Oricon i pozostał na liście przez 12 tygodni, sprzedał się w nakładzie 60 664 egzemplarzy.

## Lista utworów
| Nr | Tytuł                            | Słowa       | Kompozycja        | Aranżacja         | Czas |
| -- | -------------------------------- | ----------- | ----------------- | ----------------- | ---- |
| 1. | "MASSIVE WONDERS"                | Nana Mizuki | Toshirō Yabuki    | Toshirō Yabuki    | 4:15 |
| 2. | "Happy Dive"                     | Bee'        | Noriyasu Agematsu | Noriyasu Agematsu | 4:00 |
| 3. | "Pray"                           | Hibiki      | Noriyasu Agematsu | Noriyasu Agematsu | 4:29 |
| 4. | "MASSIVE WONDERS" (without NANA) |             | Toshirō Yabuki    | Toshirō Yabuki    | 4:15 |
| 5. | "Happy Dive" (without NANA)      |             | Noriyasu Agematsu | Noriyasu Agematsu | 4:00 |
| 6. | "Pray" (without NANA)            |             | Noriyasu Agematsu | Noriyasu Agematsu | 4:29 |

## Notowania
| Lista                       | Pozycja |
| --------------------------- | ------- |
| Oricon Weekly Singles Chart | 4       |
| FRIDAY SUPER COUNTDOWN 50   | 1       |
| Com Chart                   | 1       |